# Julio Mattos
Julio Mattos (ur. 30 marca 1940) – argentyński piłkarz, grający podczas kariery na pozycji obrońcy.

## Kariera klubowa
Julio Mattos piłkarską karierę rozpoczął w stołecznym Argentinos Juniors w 1958. W latach 1968–1969 występował w Los Andes, po czym przez rok był zawodnikiem ekwadorskiego Emelecu Guayaquil. W 1972 występował w drugoligowym Tigre. W lidze argentyńskiej rozegrał 97 spotkań, w których zdobył bramkę.

## Kariera reprezentacyjna
W olimpijskiej reprezentacji Argentyny Mattos występował w 1960, kiedy to uczestniczył w Igrzyskach Olimpijskich w Rzymie. Na turnieju we Włoszech był rezerwowym i nie wystąpił w żadnym meczu.